# کالندر (کالیفرنیا)
کالندر (به انگلیسی: Callender) یک منطقهٔ مسکونی در ایالات متحده آمریکا است که در شهرستان سن لوییز اوبیسپو، کالیفرنیا واقع شده‌است. کالندر ۵٫۹۲۰ کیلومتر مربع مساحت و ۱٬۲۶۲ نفر جمعیت دارد و ۳۱٫۰۹ متر بالاتر از سطح دریا واقع شده‌است.